# 孤單北半球
《孤單北半球》是2003年由歐得洋演唱的歌曲。2004年林依晨演出的台灣電視劇《愛情合約》之片尾曲則是翻唱歐得洋的《孤單北半球》，並隨電視劇走紅。之後梁靜茹也演唱林依晨版本的《孤單北半球》；鍾嘉欣更將其翻唱為粵語版，曲名為《一人晚餐》。

## 歷史
歐得洋演唱此曲的目的是為了幫一個遊戲配樂，後受方文良賞識，幫他出專輯。2003年11月5日，艾迴唱片（今愛貝克思）發行了《北半球有歐得洋》，並在2004年於新加坡創下蟬聯多次冠軍的驚人紀錄。2004年6月29日播出《愛情合約》，林依晨翻唱的《孤單北半球》首次出現，並收錄在於同年7月13日發行的《愛情合約》電視原聲帶中。2005年梁靜茹演唱林依晨版本的《孤單北半球》，並收錄在2005年3月4日發行的《愛的大遊行 Live全記錄》中。2008年鍾嘉欣翻唱《孤單北半球》成粵語版的《一人晚餐》，間奏曲調類似林依晨版本的《孤單北半球》，收錄在2008年8月20日發行的《一人晚餐，二人世界》中。2015年3月4日，歐得洋重新演唱、重新編曲《孤單北半球》，並收錄在專輯《因為有你》。

## 版本
| 曲名            | 演唱者 | 語言 | 專輯                      | 發行日期      | 作曲   | 作詞    | 改編詞 | 編曲           | MV                     |
| --------------- | ------ | ---- | ------------------------- | ------------- | ------ | ------- | ------ | -------------- | ---------------------- |
| 孤單北半球      | 歐得洋 | 國語 | 《北半球有歐得洋》        | 2003年11月5日 | 方文良 | Benny.C | -      | 方文良、梁介洋 | （页面存档备份，存于） |
| 孤單北半球      | 林依晨 | 國語 | 《愛情合約》電視原聲帶    | 2004年7月13日 | 方文良 | Benny.C | 陳靜楠 | 伍冠諺         | （页面存档备份，存于） |
| 孤單北半球      | 梁靜茹 | 國語 | 《愛的大遊行 Live全記錄》 | 2005年3月4日  | 方文良 | Benny.C | 陳靜楠 | 伍冠諺         |                        |
| 一人晚餐        | 鍾嘉欣 | 粵語 | 《一人晚餐，二人世界》    | 2008年8月20日 | 方文良 | 張美賢  | -      | Richard Yuen   | （页面存档备份，存于） |
| 2015 孤單北半球 | 歐得洋 | 國語 | 《因為有你》              | 2015年3月4日  | 方文良 | Benny.C | -      | 歐得洋         | （页面存档备份，存于） |

## 原唱爭議
播出《愛情合約》後，林依晨的版本較為大眾認識，造成知道原唱是歐得洋的人並不多，且在網路上引發討論。甚至有網站誤植錯誤資訊，稱林依晨是原唱。

## 外部連結
- 中文世界大典-孤單北半球